# توطئه سکوت
توطئه سکوت (انگلیسی: Conspiracy of silence) یا فرهنگ سکوت رفتار گروهی از افراد در اندازه‌های مختلف از یک گروه کوچک همکاران تا یک گروه بزرگ ملی را توصیف می‌کند که در آن به صورت با اجماع ناگفته‌ای در مورد یک خاص یا صحبت نمی‌کنند یا آن را نادیده می‌گیرند. ریشه این عمل ممکن است انتفاع جمعی یا همبستگی گروه یا ترس از بازخوردهای اجتماعی و سیاسی باشد. توطئه سکوت به عنوان یک توصیفگر، بیانگر عدم صداقت، گاهی بزدلی، گاه امتیاز وفاداری به یک گروه اجتماعی نسبت به گروه دیگر است. برای مثال اتحاد پزشکان برای عدم شهادت علیه یکدیگر هنگامی که یکی از آنها اشتباهی می‌کند زیرا چنین شهادتی انتفاع جمعی را به خطر انداخته و فرد شهادت‌دهنده احتمال مواجه با سایر همکاران را خواهدداشت. 